# Йоганн Баптист Штрайхер

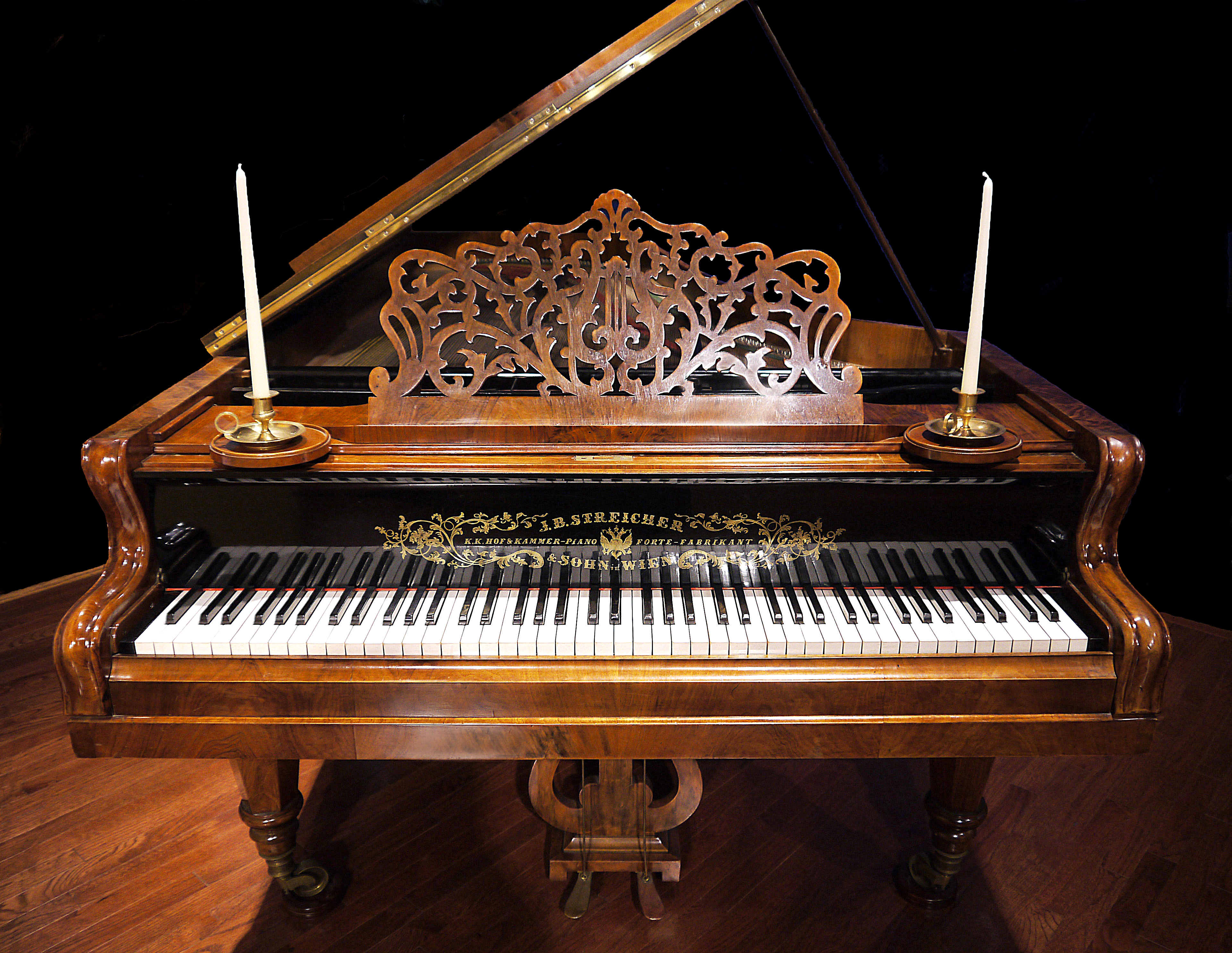
Піаніно з мануфактури J.B. Streicher (Відень, 1869)

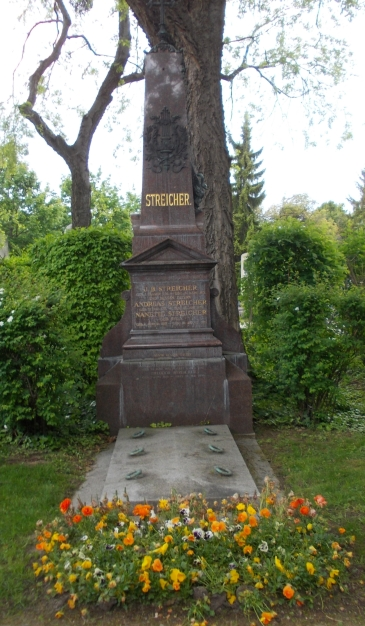
Могила Йоганна Баптиста Штрайхера

Йоганн Баптист Штрайхер (нім. Johann Baptist Streicher, 3 січня 1796, Відень — 28 березня 1871, Відень) був австрійським виробником піаніно, який походив з династії майстрів піаніно. Традиція почалася з діда Йоганна Штрайхера, Йоганна Андреаса Штайна, який був центральною фігурою в історії піаніно. Не менш визначними фігурами в цій династії були його батьки. Нанетта Штрайхер, його мати, очолила бізнес свого батька в 1792 році і заснувала компанію з виробництва піаніно у Відні. Спочатку вона працювала разом зі своїм чоловіком Андреасом Штрайхером та своїм 16-річним молодшим братом Матіасом Андреасом Штайном (1776-1842) під назвою Geschwister Stein. Через 10 років вони вирішили розійтися, і Нанетта Штрайхер продовжила будувати піаніно під власним ім'ям (Нанетта Штрайхер, уроджена Штайн). Вона також була однією з найближчих друзів Бетховена і навіть погодилася в серпні 1817 року допомогти своєму другу, керуючи його хаотичним господарством, коли композитор переживав одну з багатьох криз свого життя.

## Життя
Йоганн Баптист Штрайхер навчився ремеслу виготовлення піаніно від своїх батьків і став партнером у бізнесі в 1823 році. Після смерті батьків він став єдиним власником компанії. Серед його учнів був німецький виробник піаніно, відомий під ім'ям Йоганн Бернхард Клемс. Йоганнес Брамс, відомий композитор і власник піаніно Штрайхера, якось сказав у своєму листі до німецької піаністки Клари Шуман, що "На моєму Штрайхері я завжди знаю точно, що я пишу і чому пишу так чи інакше”.  Син Штрайхера, Еміль, продав сімейний бізнес у 1896 році братам Штінгл, оскільки внук Теодор мав прагнення стати композитором і не цікавився продовженням справи.
У 1893 році одну з вулиць у Віденському Ландштрассе (3-й район) було названо на честь Штрайхера - Штрайхергассе.
Він був похований у почесній могилі свого батька (нім. Ehrengrab) на Центральному кладовищі Відня (група 32А, номер 30).
Перша сучасна копія була створена в 2014 році після піаніно J. Streicher 1868 року, яке Йоганнес Брамс отримав у подарунок у 1870 році і тримав у своєму будинку до смерті.

## Сім'я
Йоганн Баптист Штрайхер вперше одружився з Августою (уродженою Андре), яка померла 1 липня 1847 року у віці 45 років. У них був син, Еміль Штрайхер (народився 24 квітня 1836 року у Відні, помер 9 січня 1916 року у Відні). Еміль приєднався до компанії свого батька в 1857 році і керував нею самостійно після його смерті. 7 січня 1849 року Йоганн Баптист Штрайхер одружився з піаністкою Фрідерікою Мюллер. Їхня дочка Кароліна Йоганна народилася 25 жовтня 1849 року.

## Записи, зроблені на оригіналах та репліках піаніно Штрайхера
- Бойд МакДональд. Йоганнес Брамс. Мініатюри для фортепіано. Виконано на піаніно Штрайхера 1851 року.
- Харді Ріттнер. Йоганнес Брамс. Повна музика для фортепіано. Виконано на піаніно 1846 року (Bösendorfer), 1856 та 1868 років (Штрайхер).
- Александре Огей, Ніл Перес де Коста. Пасторальні байки. Твори для англійського ріжка та піаніно. Виконано на репліці інструменту Штрайхера (майстер Пол МакНалті).